# Авартакян Аршак Абрамович
Аршак Абрамович Авартакян (вірм. Արշակ Ավարտակյան; нар. 11 лютого 1972, Єреван, Вірменська РСР) — радянський і вірменський боксер, призер X Спартакіади народів СРСР (1991), дворазовий чемпіон Вірменії (1993, 1994), призер чемпіонату світу (1993). Майстер спорту СРСР (1989). Майстер спорту Вірменії міжнародного класу (1993).

## Біографія
Аршак Авартакян народився 11 лютого 1972 року в Єревані. Почав займатися боксом у віці 10 років під керівництвом Левона Нохудяна. На рубежі 1980-х і 1990-х років входив в число провідних радянських боксерів важкої ваги. У 1990 році притягувався до складу національної збірної СРСР, став переможцем міжнародних турнірів «Golden belt» (Бухарест, Румунія) та «Istvan Dobo» (Егер, Угорщина). У 1991 році був фіналістом Кубка СРСР і бронзовим призером X Спартакіади народів СРСР.
Після розпаду СРСР представляв на міжнародних змаганнях Вірменію. У 1993 році на чемпіонаті світу в Тампере, перемігши суперників з Туреччини і Хорватії, дійшов до півфіналу, де поступився грузинському боксеру Георгію Канделакі і завоював бронзову медаль.
У 1994 році завершив спортивну кар'єру. У 1994-2010 рр. жив в російському місті Тольятті, де займався підприємницькою діяльністю. Надалі повернувся до Вірменії. З 2011 року працює тренером з боксу в арабкирській спортивній дитячо-юнацькій школі міста Єревана. Серед його учнів призер Універсіади в Казані, чемпіон Вірменії Генрік Мокоян. 